# 艾芙瑞·海克
艾芙瑞·海克（英語：Ivory Hecker，1989年2月16日—）是一名美國記者，曾在包括KRIV-TV（福斯26台）在內的幾家電視台工作過。

## 生平
出生於威斯康辛州。2012年在雪城大學獲得廣播新聞學學位。
2012年6月至2013年8月間，在位於南卡羅來納州的福斯57台擔任記者。2013年8月至2015年8月間，在位於肯塔基州萊星頓市的WLEX-TV（附屬於NBC）擔任記者。2015年9月，加入位於明尼蘇達州明尼亞波利斯的KARE 11（附屬於NBC），擔任記者和臨時主播，直到2017年。
2017年10月2日，加入位於德州休士頓的KRIV-TV（福斯26台），擔任一般任務記者和臨時主播。
2021年6月14日，海克在福斯26台的實況連線中脫稿，批評福斯26台正在禁止她報導某些特定議題，並宣布她將在次日把相關證據提供保守派新聞組織「真理計畫」。次日，海克在接受真理計畫創始人詹姆斯·歐基夫的採訪中進一步指：她曾因採訪某醫院使用羥氯奎寧的情況，與上司發生了爭執，福斯26台副總裁蘇珊·席勒告知她不要報導羥氯奎寧的議題；此外福斯26台的另名高管還說過比特幣的議題不適合「貧窮的非洲裔美國觀眾」（海克皆公布了相關談話的錄音證據）。海克抨擊福斯公司這樣的作法是在「欺騙觀眾」、「把大公司的利益放在觀眾的利益之上」。在發生實況連線脫稿事件後，海克隨即被福斯26台解雇。福斯26台聲稱這起事件不過是「一個心懷不滿的前員工通過選擇性編輯與虛假陳述來獲得宣傳而已」。

## 外部連結
- 官方网站 （英文）
- 艾芙瑞·海克的Facebook專頁 （英文）
- 艾芙瑞·海克的X（前Twitter） （英文）
- YouTube上的艾芙瑞·海克頻道 （英文）
- 艾芙瑞·海克在互联网电影资料库（IMDb）上的資料（英文）